# 정동사
정동사(定動詞, finite verb, 라틴어 fīnītus)는 수(number)와 인칭(person)이 귀속되는 형태이다.:125 즉 수와 인칭에 의해 굴절된다는 뜻이다. 그 형태가 가능한 주어(subject)의 인칭과 수를 제한했다면, 동사는 원래 '정형의(finite)'이었다.
최근 개념은 정동사를 단순 서술문에서 주요부(head)가 되는 동사로 간주한다. 새로운 분절(articulation) 하에서, 정동사는 성(gender), 인칭, 수, 시제(tense), 상(aspect), 서법(mood), 태(voice)에 관하여 문법적 정보의 궤적을 구성하기도 한다. 정동사는 부정사(infinitive), 분사(participle), 동명사(gerund) 등과 같은 준동사(non-finite verb)와 구분되기도 한다. 이는 이들 문법적 범주를 더 낮은 수준으로 표지하거나 전혀 그렇지 않으며, 통어론적 구조(syntactic structure) 위계 하에서 정동사 아래에 나타나기도 한다.

## 예시
정동사는 진한 글씨, 준동사는 밑줄이 그어져 있다.
Verbs appear in almost all sentences.
This sentence is illustrating  finite and non-finite verbs.
The dog will have to be trained well.
Tom promised to try to do the work.
영어 등 여러 언어에서, 한 절이 대등절로 이어져 있지 않는 한 정동사 1개가 그 절의 핵심위치에 있으나, 준동사 수는 5-6개 이상이 될 수 있다.
He was believed to have been told to have himself examined.
정동사는 종속절(dependent clause)은 물론 독립절(independent clause)에서도 나타날 수 있다.
John said that he enjoyed reading.
Something you make yourself seems better than something you buy.
동사 유형 대부분은 정동사나 준동사형으로 나타날 수 있으며, 이들 유형이 모두 같을 때가 있다. 예를 들어, 영어 동사 'go'는 정동사형 'go', 'goes', 'went'가 있고, 준동사형은 'go', 'going', 'gone'이 있다. 영어 법조동사(modal verb) 'can', 'could', 'will' 등은 결여동사(defective verb)이고 준동사형이 없다.
모든 문법적으로 완벽한 문장이나 절은 정동사를 포함해야 할 것이다. 그러나 정동사가 없는 문장은 고대 인도-유럽 조어(old Indo-European language)에는 흔하며, 오늘날 많은 언어들에서도 이런 일이 많다. 가장 중요한 유형은 체언문(nominal sentence)이다. 다른 유형은 구나 작은 문장(minor sentence)으로 서술되는 단편문(sentence fragment)이다. 라틴어와 일부 로망스어( Romance language)에서는 동사 없이 문장을 만드는데 사용되는 단어가 있다. 예를 들어 라틴어 'ecce', 포르투갈어 'eis', 프랑스어 'voici'와 'voilà', 이탈리아어 'ecco'는 모두 '여기 ...가 있습니다(here ... is(are))'로 해석된다. 일부 감탄사는 같은 역할을 한다. 영어에서도 정동사 없는 말투에서도 흔하다. 예를 들어 'Yes.', 'No.', 'Bill!', 'Thanks.' 등이다.
위에서 봤듯 정동사는 주어를 갖지만, 비주어 언어(null-subject language)는 주어 생략이 가능하다. 예를 들어 라틴어 문장 'cogito ergo sum' ("I think therefore I am")에서 정동사 'cogito'와 'sum'은 외형상 주어가 없다. 주어는 1인칭대명사로 간주되며 이 정보는 동사의 굴절을 통해 확인할 수 있다. 영어에서 주어 없는 정동사는 명령문에서 보인다.
Come over here!
Don't look at him!
그리고 일부 단편성 언어들에서도 보인다.
[It] doesn't matter.
[I] don't want to [verb].

## 문법적 범주
상대적으로 빈약한 영어 굴절 형태 체계는 정동사의 핵심 역할을 애매하게 한다. 다른 언어에서 정동사는 많은 문법적 정보의 흔적을 담고 있다. 언어에 따라 정동사는 다음 문법적 범주로 굴절시킬 수 있다.
- 성(Gender) : 남성, 여성, 중성(neuter)
- 인칭(Person) : 1인칭, 2인칭, 3인칭
- 수(Number) : 단수(singular), 복수(plural)(혹은 양수dual)
- 시제(Tense) : 현재(present), 과거(past), 미래(future)
- 상(Aspect) : 완료상(perfect), 완망상(perfective), 진행상(progressive) 등
- 서법(Mood) : 평서문(indicative), 접속문(subjunctive), 명령문(imperative), 기원문(optative) 등
- 태(Voice) : 능동(active), 중간(middle), 수동(passive)

위에서 세 가지 범주는 주어-동사 일치(subject–verb agreement)에 따라 정동사가 주어로부터 얻는 일치(agreement) 정보를 의미한다. 다른 네 범주는 화자에 관계되는 시간(시제), 행동•사건•상태가 완료된 정도(상), 사실인지 일어나기 바라는 사실인지 평가하고(서법), 주어와 행동이나 상태와의 관계(태)에 따른 절 내용(clause content)의 위치를 정한다.
고대 영어(Old English)는 종합어(synthetic language)라고 할 수 있는 데 비하여, 현대 영어는 분석어(analytic language)이다. 이는 동사 굴절에 따른 범주를 표현하는 제한된 능력을 지녔다는 것, 그리고 이러한 정보를 조동사를 이용하여 완곡하게 전달하는 것을 말한다. 아래의 문장을 예시로 살펴보자.
Sam laughs a lot.
주어와 함께 동사 laugh에 '-s'가 어미에 붙음으로써 3인칭 단수를 표현한다. 또한 시제(현재), 상(단순상simple aspect), 서법(평서), 태(능동)를 말한다. 그러나 범주의 조합 대부분은 조동사를 사용해 표현해야 한다.
Sam will have been examined by this afternoon.
여기서 조동사 'will', 'have', 'been'은 각각 미래시제, 완료상, 수동태를 표현한다. 그러나 라틴어나 러시아어와 같이 크게 굴절되는 언어들은 정동사 밤주 대부분 혹은 전체를 표현한다.

## 통사론
정동사는 문장구조의 통사적 분석에 있어 특히 중요한 역할을 한다. 많은 구 구조 문법(phrase structure grammar)에서, X-bar 도상에 있어, 정동사는 정동사구 주요부이며, 전체 문장의 주요부이다. 비슷하게 의존 문법(dependency grammar)에서 정동사는 전체 절의 근원이며, 절에 있어 가장 두드러진 구조 단위이기도 하다. 다음과 같이 그려져 있다.
구 구조 문법 나무(phrase structure grammar tree)는 왼쪽의 a-tree들이다. 이것들은 지배결속이론(government and binding theory) 구조에서 만들어진 나무이다. 오른쪽 b-tree들은 의존 문법 나무(dependency grammar tree)이다. 나무의 많은 세부사항은 당장은 핵심에 있어 중요하지 않지만, 이것들은 정동사(각각 굵은 글씨)는 절의 구조적 중심이다. 구 구조 나무에서 정동사의 가장 높은 프로젝션 굴절구(IP, inflection phrase) 혹은 보문표지구(CP, complementizer phrase)는 나무 전체의 근원이나. 의존 나무에서 정동사(V)의 프로젝션은 구조 전체의 근원이다.

## 같이 보기
- 준동사